# فتنة حمراء
فِتْنَة حمراء أو بلومارية حمراء أو ياسمين هندي أحمر أو ياسمين هندي (الاسم العلمي Plumeria rubra)، شجرة طبية وتزيينية من فصيلة الدفلية. هيئتُها كأنواع البلومارية الأخرى، تعلو حوالي 16 مترًا في بلد مهدها أمريكا الاستوائية. جذعها جميل اللّحاء المُرمد اللون. أوراقها جلدية النَّصال البارزة من العروق الهامشية. تزرع في للزينة وترغب لأزهارها العطرية الرائحة، الشمعية المظهر، الهامية الارتكاز، وهي حمراء اللون الوردي، صفراء القَلْب، تُحْضَنُ تَبلاتها بشكل لولبي في قلب البرعم الزهري الذي ينفتح على شكل قمع خماسي الفصوص المنبسطة.